# Live at the Isle of Fehmarn
Live at the Isle of Fehmarn jest wydanym pośmiertnie albumem koncertowym Jimiego Hendrixa, nagranym 6 września 1970 roku na festiwalu na wyspie Fehmarn. Jest ósmą płytą wydaną przez Dagger Records. Ukazał się w wersji mono. 

## Lista utworów
Autorem wszystkich utworów, chyba że zaznaczono inaczej jest Jimi Hendrix.
| Nr  | Tytuł utworu                       | Długość |
| --- | ---------------------------------- | ------- |
| 1.  | „Introduction”                     | 3:36    |
| 2.  | „Killing Floor” (Burnett)          | 3:35    |
| 3.  | „Spanish Castle Magic”             | 4:49    |
| 4.  | „All Along the Watchtower” (Dylan) | 4:26    |
| 5.  | „Hey Joe” (Roberts)                | 4:20    |
| 6.  | „Hey Baby (New Rising Sun)”        | 5:35    |
| 7.  | „Message to Love”                  | 4:43    |
| 8.  | „Foxy Lady”                        | 4:23    |
| 9.  | „Red House”                        | 9:24    |
| 10. | „Ezy Ryder”                        | 3:51    |
| 11. | „Freedom”                          | 4:51    |
| 12. | „Room Full of Mirrors”             | 3:26    |
| 13. | „Purple Haze”                      | 2:26    |
| 14. | „Voodoo Child (Slight Return)”     | 9:12    |
|     |                                    | 1:08:37 |

## Artyści nagrywający płytę
- Jimi Hendrix – gitara, śpiew
- Mitch Mitchell – perkusja
- Billy Cox – gitara basowa

## Źródła
- John McDermott, Live at the Isle of Fehmarn, wyd. CD, książeczka, Dagger Records, Experience Hendrix, 2005 (ang.). Brak numerów stron w książce